# 椎名村
椎名村（しいなむら）とは、千葉県千葉郡にかつて存在した村である。現在の千葉市緑区の西部に位置している。

## 沿革

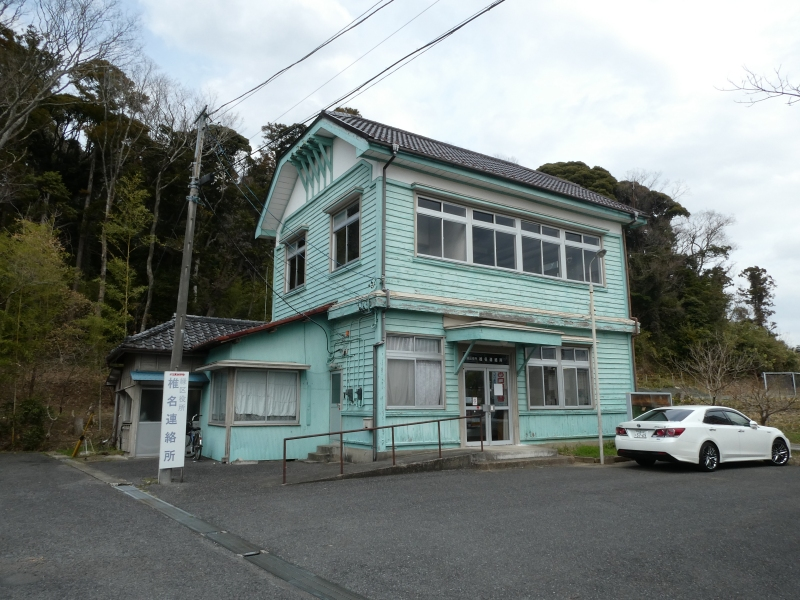
椎名連絡所

- 1889年（明治22年）4月1日 - 町村制施行により、茂呂村、中西村、落井村、富岡村、小金沢村、大金沢村、刈田村、椎名崎村、古市場村が合併し千葉郡椎名村が発足。村役場は大字茂呂に置かれる[1]。村名は当地がかつて椎名郷に属したとされることによる[2]。
- 1893年（明治26年） - 村役場が大字富岡318に移転[1]。
- 1932年（昭和7年） - 村役場庁舎を新築。この建物は椎名連絡所として現存する（7月21日着工、10月9日竣工）[1]。
- 1955年（昭和30年）2月11日 - 千葉市に編入。同日椎名村廃止。村役場は椎名市民センターとなる。
- 1992年（平成4年）4月1日 - 千葉市の政令指定都市移行に伴い、旧村域が緑区の一部となる。

## 交通

### 鉄道
現在は京成電鉄千原線が村域内を通っているが、椎名村が存在した時期には開通していなかった。

### 道路
- 茂原街道